# 빈대떡
빈대떡, 녹두부침개(錄豆---), 녹두전(綠豆煎), 녹두전병(綠豆煎餠), 또는 녹두지짐(綠豆--)은 간 녹두에 도라지, 고사리, 파, 김치, 고추, 고기 등을 넣어 팬에 얇게 부쳐낸 부침개이다. 주로 돼지고기 또는 닭고기를 이용하며, 들어가는 재료를 달리 사용할 수 있다. 간장을 찍어 먹는다.

## 어원
대역어휘집 《역어유해》에 중국어 餠𩜼(중국어 발음은 '빙져')의 한글 표기인 "빙쟈"가 《표준국어대사전》에 어원으로 실려 있다. 빈대떡이 표준어인 까닭은 《표준어규정》 제3장 3절 24항을 보면 알 수 있다. 《조선상식(朝鮮常識)》에서는 빈자떡의 어원이 중국음의 빙자(餠飣)에서 온 듯하다고 하였다.
그런데 이 음식의 유래에 관하여는 본디 제사상이나 교자상에 기름에 지진 고기를 높이 쌓을 때 밑받침용으로 썼는데 그 후 가난한 사람을 위한 먹음직스러운 독립된 요리가 되어 빈자(貧者)떡이 되었다는 설과, 정동(貞洞)을 빈대가 많다고 하여 빈대골이라 하였는데 이곳에는 빈자떡 장수가 많아 빈대떡이 되었다는 설이 있다.
조선시대에는 흉년이 들면 당시의 세도가에서 빈대떡을 만들어 남대문 밖에 모인 유랑민들에게 “어느 집의 적선이오.” 하면서 던져주었다고 한다.

## 역사

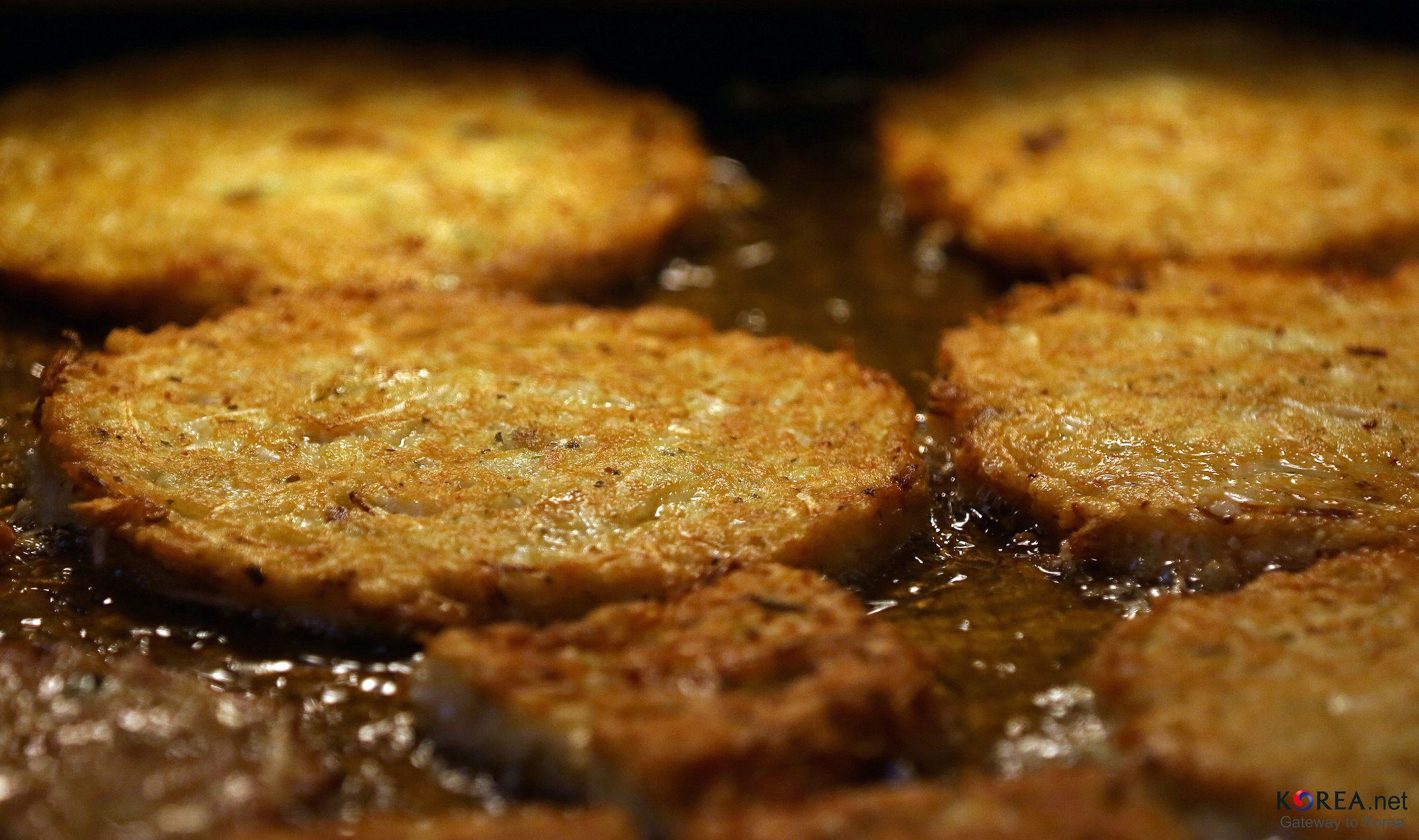
구워지고 있는 빈대떡

조선시대 궁중에서 명나라 사신을 접대할 때 내놓은 음식을 기록한 《영접도감의궤》(1634)를 보면 병자(餠煮)라는 음식이 있는데, 이것은 녹두를 갈아 참기름에 지져 낸 것으로 보이고 이를 녹두병(綠豆餠)이라고 했다고 한다. 이것이 민간에 전해져 《음식지미방》(1670)에서는 ‘빈쟈법’이라고 소개되어 있다.
《규곤시의방》에서는 거피한 녹두를 가루내어 되직하게 반죽하여 번철의 기름이 뜨거워지면 조금씩 떠놓고 그 위에 거피하여 꿀로 반죽한 팥소를 놓고 그 위를 다시 녹두반죽으로 덮어 지진다고 하였고, 이는 찬물(饌物 : 반찬)에 가까운 것이 아니고 전병(煎餠)의 일종이었다. 또 《규합총서》(1815)에서는 같은 방법이지만 위에 잣을 박고 대추를 사면에 박아 꽃전모양으로 만든다고 하였다.
《조선무쌍신식요리제법》(1924)에서는 기존의 조립법과 확연히 달라진 간 녹두에 돼지고기, 닭고기, 쇠고기 등과 여러 가지 채소, 버섯, 달걀 그리고 해삼, 전복, 채로 썬 밤, 대추 등도 넣는 것으로 나온다.
빈대떡은 황해도와 평안도 등의 서북 지방에서 많이 해 먹었다고 한다.
특히, 평안도의 빈대떡은 그곳 명물 음식의 하나로 지금 서울의 빈대떡에 비하여 크기가 3배나 되고 두께도 2배가 된다.
해방 직후 빈대떡은 가장 흔한 길거리 음식이었다.

## 섭취
빈대떡은 밀가루로 하는 파전에 비해서 녹두를 갈아 만들기 때문에 단백질이 풍부하여 성장기의 어린이에 좋은 영양식이며, 술 안주로도 적합하다.

## 사진

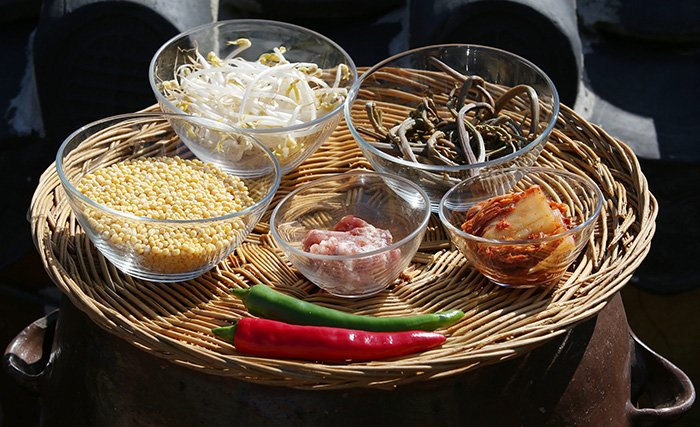
빈대떡 재료
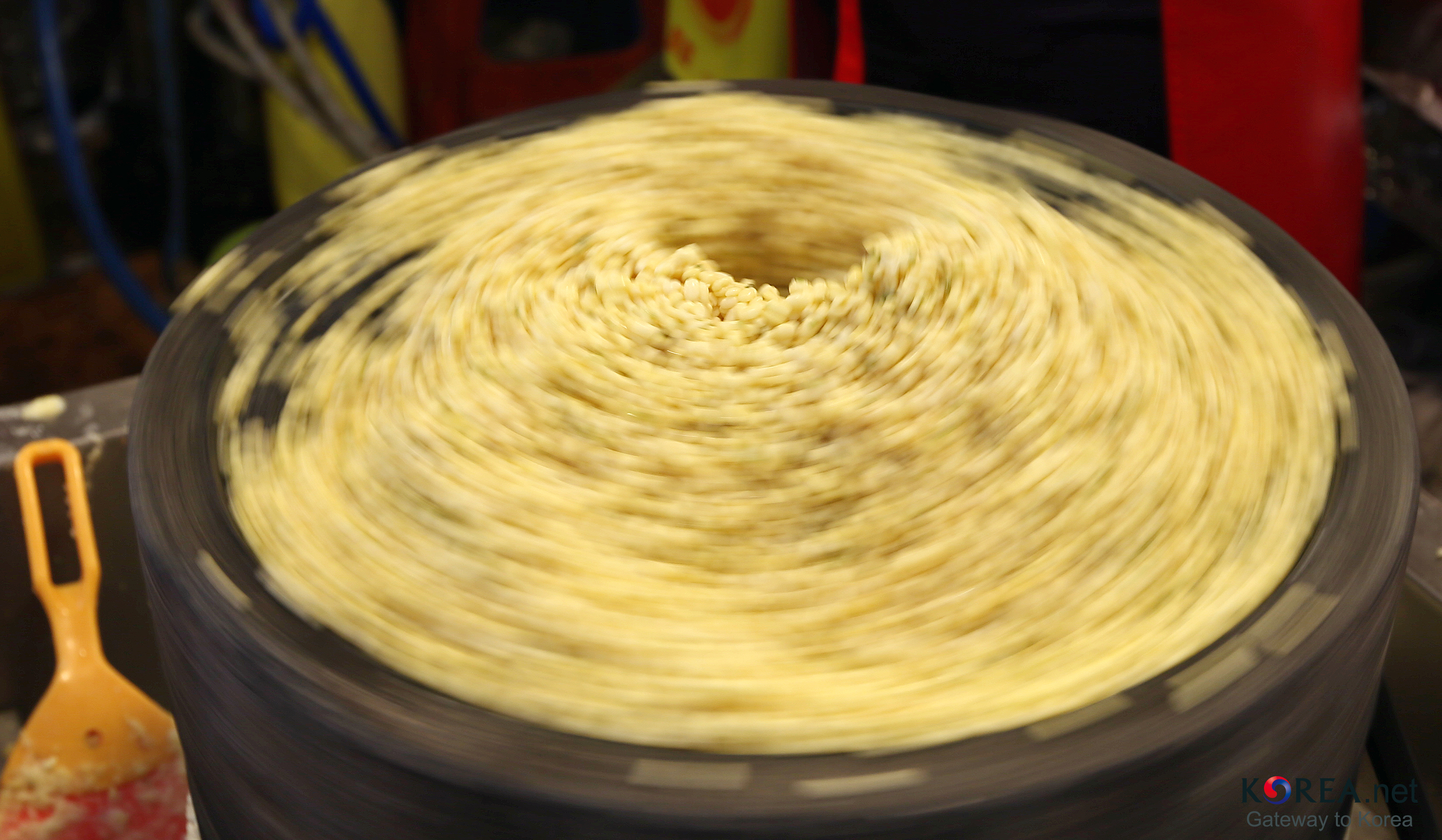
맷돌에 갈리는 녹두
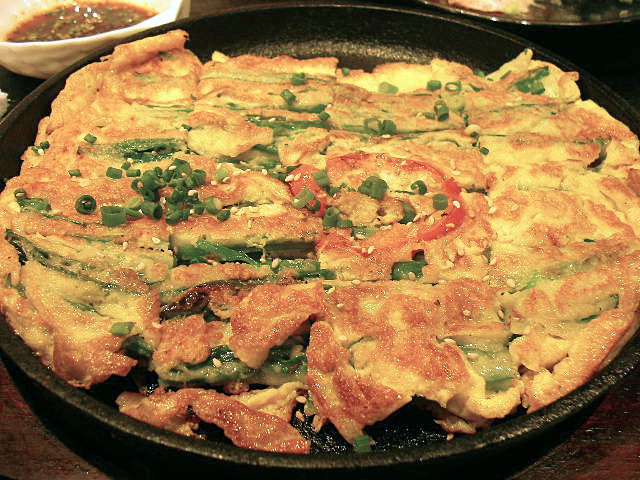

## 관련 문화
- 한복남의 〈빈대떡 신사〉(1943)는 신사의 초라한 처지를 빈대떡과 연관지은 노래이다.
- 서울특별시 종로구 광장시장의 빈대떡이 유명하다.

## 같이 보기
- 한국 요리
- 파전
- 납작빵
- 부침개